# Independencia de Guinea Ecuatorial

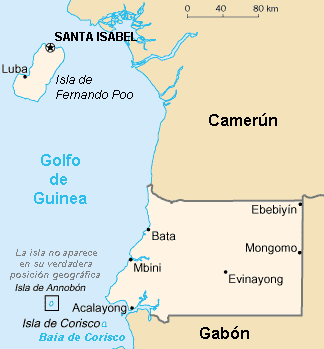
Fronteras acordadas en el Tratado de París de 1900 de lo que sería la Guinea Española. Tras su independencia en 1968 el nuevo Estado de Guinea Ecuatorial conserva esas fronteras con los países vecinos.

La independencia de Guinea Ecuatorial de España se proclamó el 12 de octubre de 1968, durante el undécimo Gobierno de Francisco Franco, como parte del "proceso de descolonización de África", apoyado por las Naciones Unidas. Hasta ese momento el territorio era una provincia española conocida como Guinea Española.

## Cronología

### Antecedentes

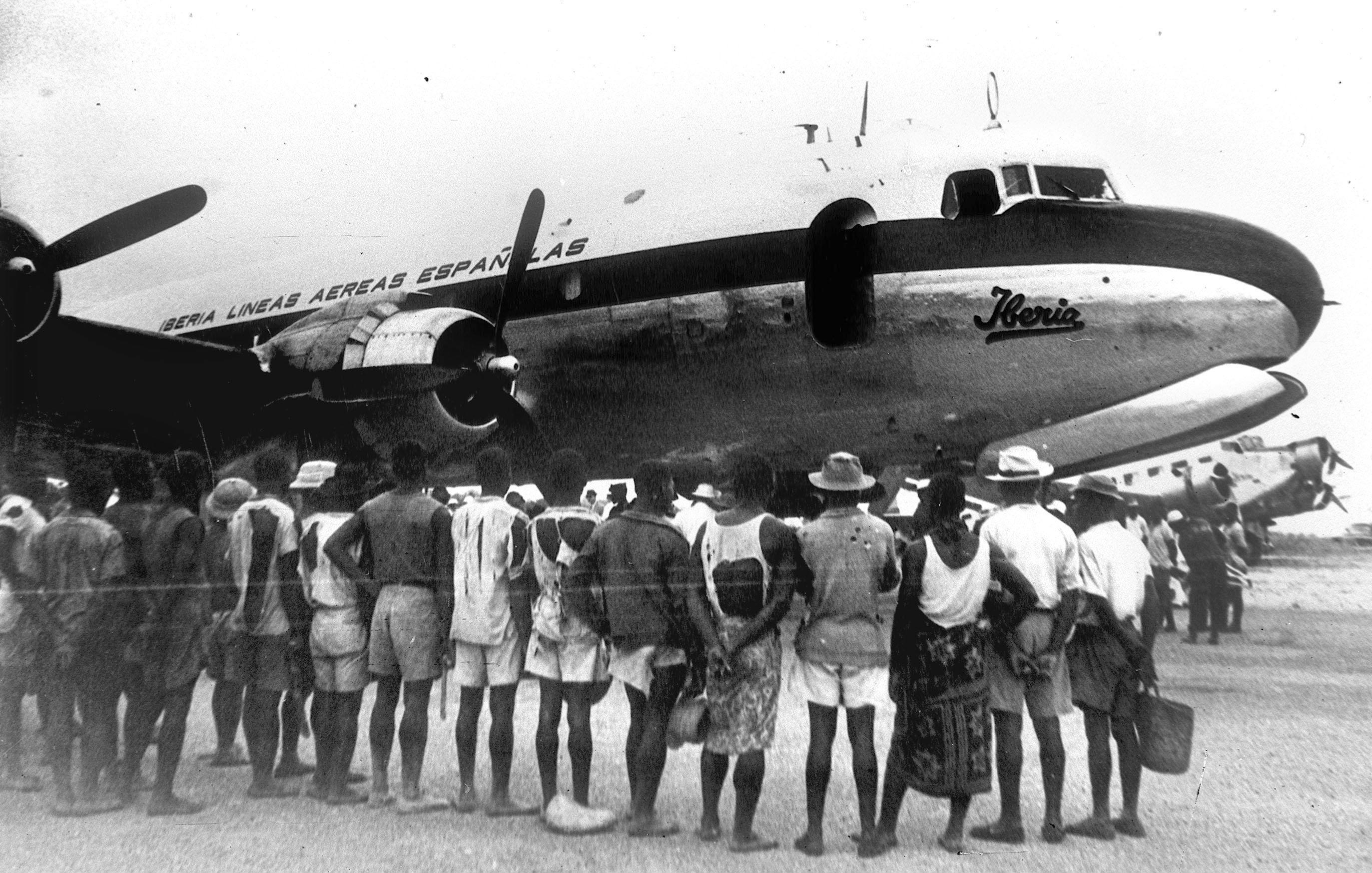
Vuelo inaugural con Iberia de Madrid a Bata, año 1941.

La actual Guinea Ecuatorial se formó bajo el reinado de Alfonso XIII, cuando en 1926 se constituyó el virreinato de la Guinea Española como fusión de la colonia de Río Muni, la de Fernando Poo y la de Elobey, Annobón y Corisco. El Gobierno no contaba con desprenderse de Guinea Española, y en 1956 los territorios españoles del Golfo de Guinea dejan de ser una colonia, y son elevados al rango de Provincia española del Golfo de Guinea, a semejanza del resto de territorios españoles. La Ley 46/1959, de 30 de julio, convierte la Provincia Española del Golfo de Guinea, en dos provincias; la Provincia de Fernando Poo, con capital en Santa Isabel, y la Provincia de Río Muni, con capital en Bata.
Pero la presión de las Naciones Unidas forzó al Gobierno a concederle cierta autonomía administrativa, previa convocatoria de un Referéndum de Autonomía de Guinea Española en 1963. Tras la victoria del sí en el referéndum, se constituyó un gobierno autonómico de carácter democrático, hecho inédito incluso hasta la fecha en una dictadura contrastada como la española. La nueva autonomía, denominada desde entonces como Guinea Ecuatorial, pasó a estar presidida por Bonifacio Ondó Edú. Se constituyó asimismo un parlamento autonómico democrático, denominado Asamblea General de Guinea Ecuatorial, presidida por Enrique Gori desde 1964 hasta junio de 1965, cuando le cedió el puesto a Federico Ngomo.

### Conferencia Constitucional
En noviembre de 1965, la IV Comisión de la Asamblea de la ONU, aprobó un proyecto de resolución en el que se pedía a España que fijase lo antes posible la fecha para la independencia de Guinea Ecuatorial. Para España, esto suponía una intolerable intromisión de Naciones Unidas en los asuntos internos de España. En diciembre de 1966, el Gobierno cedió a las presiones internacionales y acordó preparar una Conferencia Constitucional. En octubre de 1967 se inauguró dicha Conferencia, presidida por Fernando María Castiella, ministro de Asuntos Exteriores. Al frente de la delegación del gobierno autonómico ecuatoguineano figuraba Federico Ngomo. La Conferencia Constitucional daría a luz a la primera Constitución de Guinea Ecuatorial. El Gobierno convocó y autorizó un referéndum de independencia en Guinea Ecuatorial el 11 de agosto de 1968, que al mismo tiempo servía de referéndum constitucional de la comunidad autónoma, y que estuvo bajo supervisión de Naciones Unidas. Pese a que tanto el Gobierno, como el gobierno autonómico ecuatoguineano, como Naciones Unidas, como los países vecinos promovieron intensamente el sí, un 64,32 % del electorado votó a favor de la Constitución, que preveía un gobierno con una Asamblea General y un Tribunal Supremo con jueces nombrados por el presidente. Más del 35 % de los españoles residentes en la autonomía fueron privados de su derecho a seguir siendo españoles contra su voluntad.
Tras la victoria del sí a la independencia, el Gobierno convocó entre el 22 de septiembre de 1968 y el 29 de septiembre del mismo año elecciones constituyentes en Guinea Ecuatorial. En las elecciones presidenciales, Francisco Macías Nguema, del partido Idea Popular de Guinea Ecuatorial, fue elegido primer presidente constitucional de la República de Guinea Ecuatorial, en sustitución del presidente de la comunidad autónoma de Guinea Ecuatorial en funciones, Bonifacio Ondó Edú, del Movimiento de Unión Nacional de Guinea Ecuatorial. 
En cambio, en las elecciones parlamentarias celebradas simultáneamente, el MUNGE de Ondó Edú fue el vencedor de los comicios (10 diputados), habiendo quedado el IPGE de Macías Nguema en tercer lugar (8 diputados). Sin embargo, el MUNGE pasó a la oposición parlamentaria, ya que se formó una coalición del MONALIGE de Atanasio Ndongo (10 diputados) con el IPGE de Macías Nguema, que sumaba mayoría absoluta y que pasó a controlar la Asamblea General del país. La UB, presidida por Edmundo Bossio, que logró los 7 diputados restantes, entró igualmente en el Gobierno, con su líder como nuevo vicepresidente del país, aunque su presencia no era aritméticamente necesaria.

### Firma del acta de la Independencia

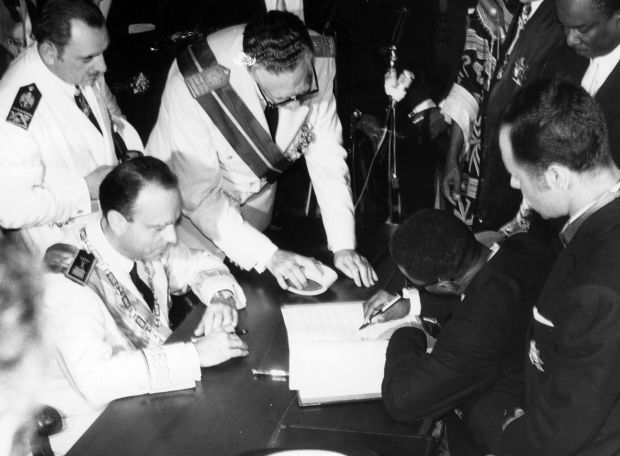
Firma de la independencia de Guinea Ecuatorial por el entonces ministro español Manuel Fraga junto al nuevo presidente Macías Nguema el 12 de octubre de 1968.

El 11 de octubre de 1968 partió desde Madrid la representación institucional española, encabezada por Manuel Fraga, ministro de Información y Turismo, en representación del Jefe del Estado, y en la que también se encontraban el director general de África y Próximo Oriente, Gabriel Mañueco de Lecea; el secretario general técnico del Ministerio de Justicia, Marcelino Cabañas; el secretario general técnico de la Secretaría General del Movimiento, Luis Gómez de Aranda; los directores generales de Comercio Interior, Leopoldo Zumalacárregui; el de Industrias Textiles Alimentarias y Diversas, Rodolfo Martín Villa, y el de Impuestos Indirectos, Manuel Aguilar Hardisson; el general Ricardo Morales Monserrat, segundo jefe del Estado Mayor Central; el jefe de servicios en el exterior, del Ministerio de Información y Turismo, Luis López-Ballesteros Cervino; el subdirector general de Información, Joaquín Benítez Lumbreras; el magistrado del Tribunal Supremo, Ángel Escudero del Corral; el presidente de la Audiencia de La Coruña, Jaime Castro García; el gerente del Plan de Desarrollo de Guinea Ecuatorial, Juan Álvarez Corucedo; el director de la agencia EFE, Carlos Mendo Baos, y un grupo de periodistas. Ese mismo día la Presidencia del Gobierno publicó en el Boletín Oficial del Estado el Decreto 2467/1968, de 9 de octubre, que en su parte dispositiva, establecía:

Artículo primero. — Se reconocen los resultados electorales proclamados por la Comisión Electoral de Guinea con fecha 2 de octubre del corriente año, y en su virtud se tiene al excelentísimo señor don Francisco Macías Nguema como presidente electo de la República de Guinea Ecuatorial.

Artículo segundo — Se declara independiente el territorio de Guinea Ecuatorial a partir de las doce horas del día 12 de octubre del corriente año, en cuyo momento tendrá lugar la ceremonia de entrega de poderes al presidente electo.
Diario La Vanguardia.

Finalmente, el 12 de octubre el país obtuvo la total independencia con Macías como primer presidente constitucional y Edmundo Bossio como vicepresidente, en una ceremonia de traspaso de poderes presidida por Manuel Fraga.

### Crisis
Tres días después de la proclamación de independencia, Macías presidió la primera sesión de la recién electa Asamblea Nacional de Guinea Ecuatorial, celebrada en el palacio de la Cámara Agrícola de Santa Isabel. Pastor Torao Sikara resultó elegido presidente de la cámara, Antonio Eworo vicepresidente y Armando Balboa secretario de actas. Al término de la sesión, Macías, acompañado por sus flamantes ministros de Exteriores, Atanasio Ndongo, y de Interior, Ángel Masié, recibió al secretario de Estado para Asuntos de África del Ministerio de Política Extranjera de Estados Unidos, Josef Palmer, a quien solicitó ayuda.
La transición hacia la independencia transcurrió pacíficamente, pero el nuevo país entró rápidamente en una crisis de inestabilidad económica y política que se haría patente apenas cuatro meses más tarde, en febrero de 1969, con el estallido de una grave crisis diplomática con España, seguido en rápida sucesión en marzo por el anuncio de Macías de la existencia de un intento de golpe de Estado dirigido por Atanasio Ndongo.

### Dictadura
La crisis con España finalizó en abril con la salida de casi toda la población española establecida en el país, tras lo que se inició en el país un período de represión política y aislamiento internacional. Durante estos meses de marzo y abril son asesinados Atanasio Ndongo, ministro de Asuntos Exteriores;  Saturnino Ibongo, embajador en la ONU; Pastor Torao Sikara, presidente de la Asamblea Nacional; Armando Balboa, ministro de Información y Turismo y Bonifacio Ondó, opositor político y último presidente autonómico durante la época de soberanía española. En diciembre de 1969 se celebró el juicio contra los destacados políticos Enrique Gori, Norberto Balboa, Vicente Ntutumu, Luis Angue Bacale, Santiago Osa y otros, por el supuesto intento de golpe de Estado del mes de marzo, resultando por defecto en la desaparición y asesinato de los imputados, produciéndose un segundo juicio contra opositores en diciembre de 1970 por un tribunal militar, en una política autoritaria y represiva que no cesaría y que se vería consolidada a través de la prohibición de todos los partidos (con la creación a principios de año del PUN, convertido en julio de 1970 en el Partido Único Nacional de los Trabajadores).
En mayo de 1971 Macías derogó parte del articulado de la Constitución para afianzar su poder personal y establecer una dictadura de partido único, mediante el Decreto N. 115, (7 de mayo de 1971). En el mismo, Macías hacía responsable de los intentos de golpe de Estado a "los neocolonialistas e imperialistas españoles, poniendo de pantalla a sus lacayos traidores africanos" y justificaba la derogación de parte del texto afirmando que la Constitución vigente, pese a participar él mismo en su elaboración, había sido "prefabricada por España". En esta misma línea, en julio de 1972 promulgó una Ley Constitucional por la que se declaraba presidente vitalicio del país. La Constitución de Guinea Ecuatorial de 1973, que sustituyó a la anterior de 1968, consagró el régimen dictatorial de Macías a través del PUNT.